# Musée du béton
Le Musée du béton' (ukrainien : Музей бетону) est un musée consacré au béton et situé à Odessa, sur le site d'une entreprise qui en produit.

## Description
La première partie du musée est occupée par une exposition sur l'histoire de l'apparition du béton et son développement en tant que matériau de construction, de la Rome antique au plastique à renfort de verre. Une large gamme de réactifs utilisés dans la production moderne de produits en béton, tels que les additifs hydrophobes et les plastifiants, est présentée séparément.
Le deuxième partie recrée l'atmosphère de l'ère soviétique et montre les conditions de travail de l'ingénieur d'une entreprise industrielle de production de béton armé Dans le hall se trouve également une bibliothèque technique sur les thèmes de la construction et des produits en béton armé.

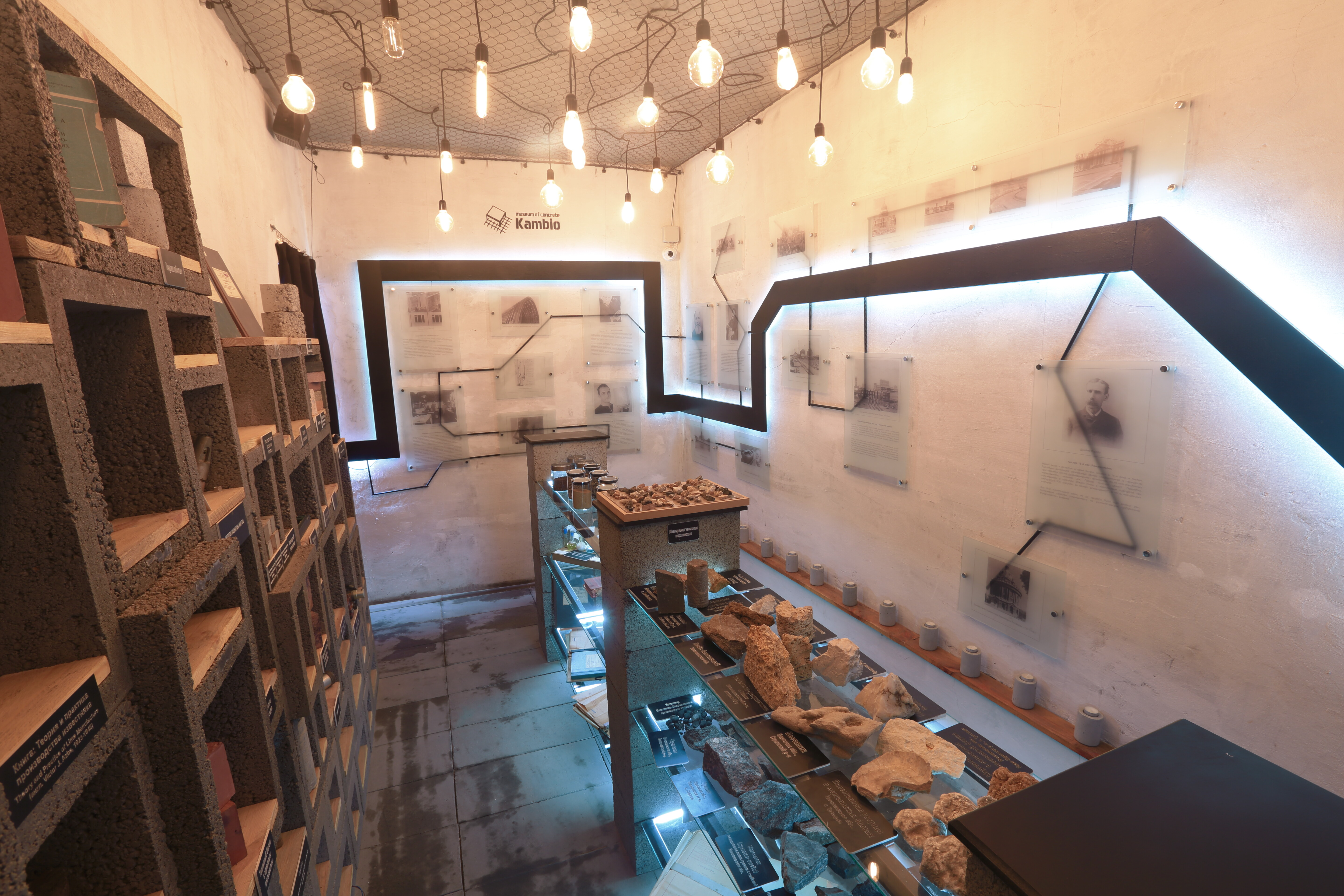
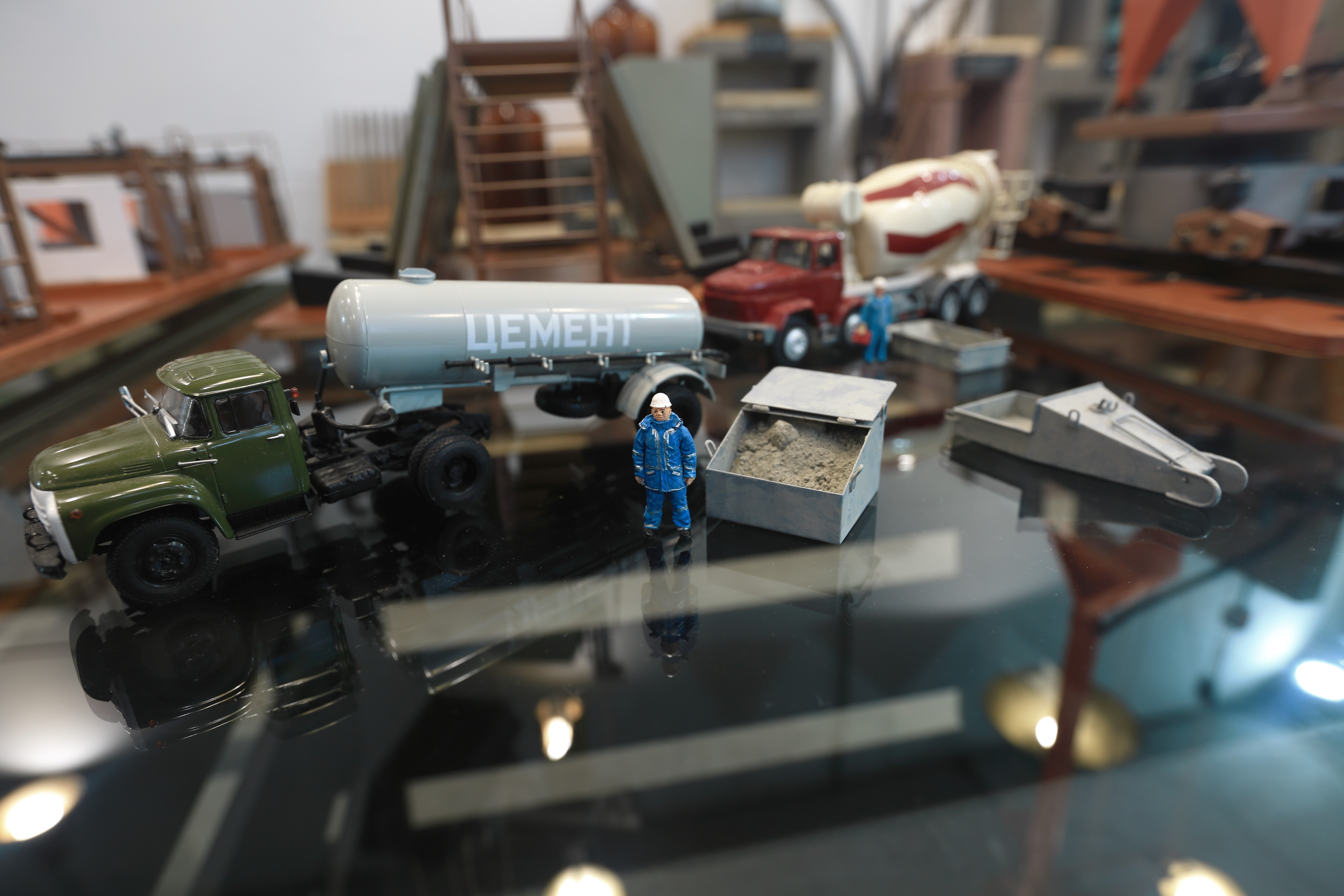